# هيكتور بيلو هيريرا
هيكتور بيلو هيريرا (1905 – 1936) هو مبارز بالسيف أوروغواياني راحل، مثّل بلاده في الألعاب الأولمبية الصيفية 1924.

## روابط رياضية
هيكتور بيلو هيريرا على موقع أوليمبيديا (الإنجليزية)